# Rhesalides natalensis
Rhesalides natalensis är en fjärilsart som beskrevs av George Francis Hampson 1926. Rhesalides natalensis ingår i släktet Rhesalides och familjen nattflyn. Inga underarter finns listade.